# Емоционални развод
Емоционални развод је удаљавање између партнера у дијади, услед претрпљеног бола, анксиозности, беса или сличних реакција у претходним сусретима. Типично резултујуће понашање је избегавање физичког присуства партнера или избегавање контакта и разговора о одређеним емотивно фрустрирајућим темама или догађајима или као одбијање да се пружи емотивна подршка.